# Oberbergamt Bonn

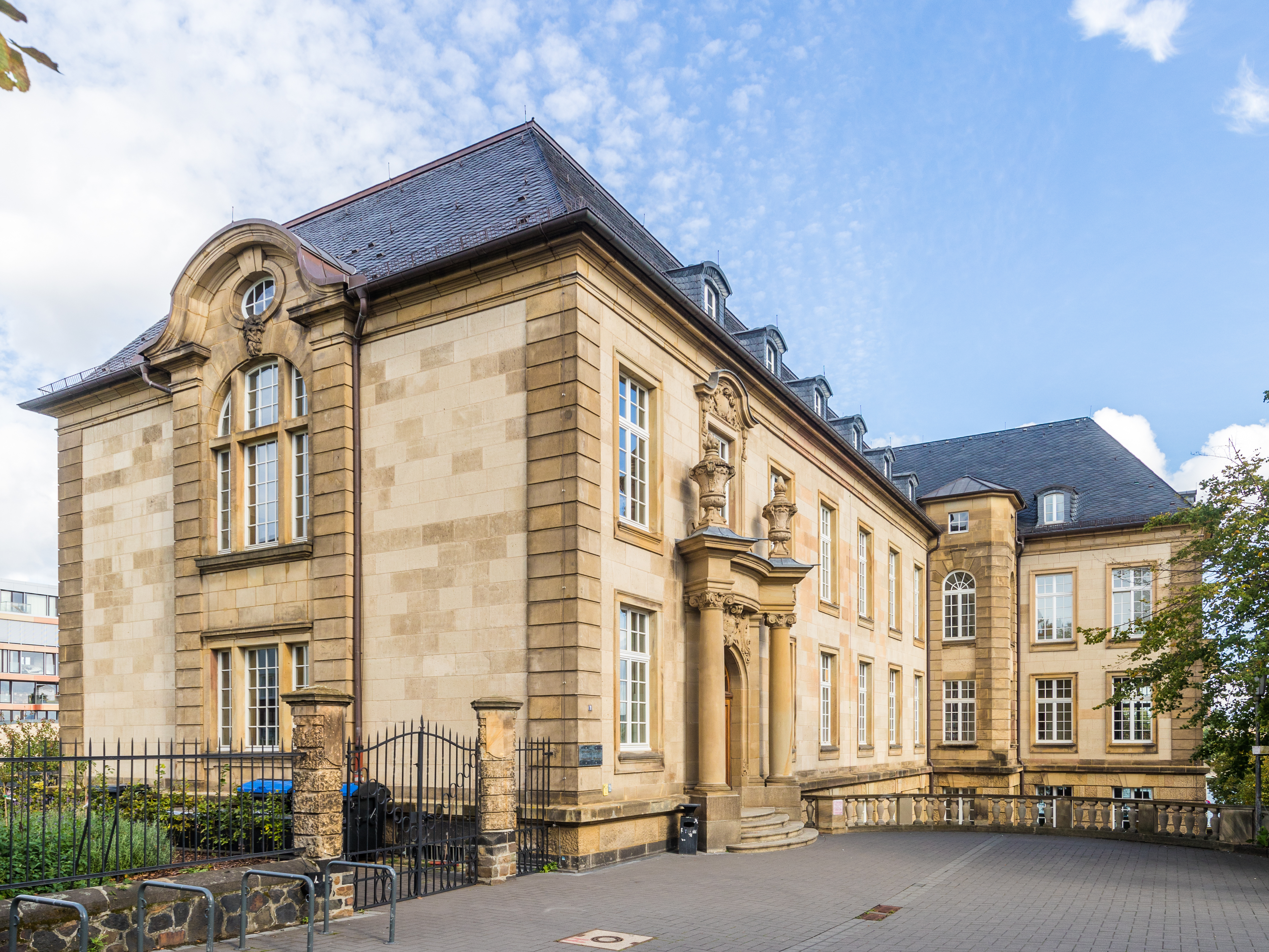
Oberbergamt Bonn, Konviktstraße 11

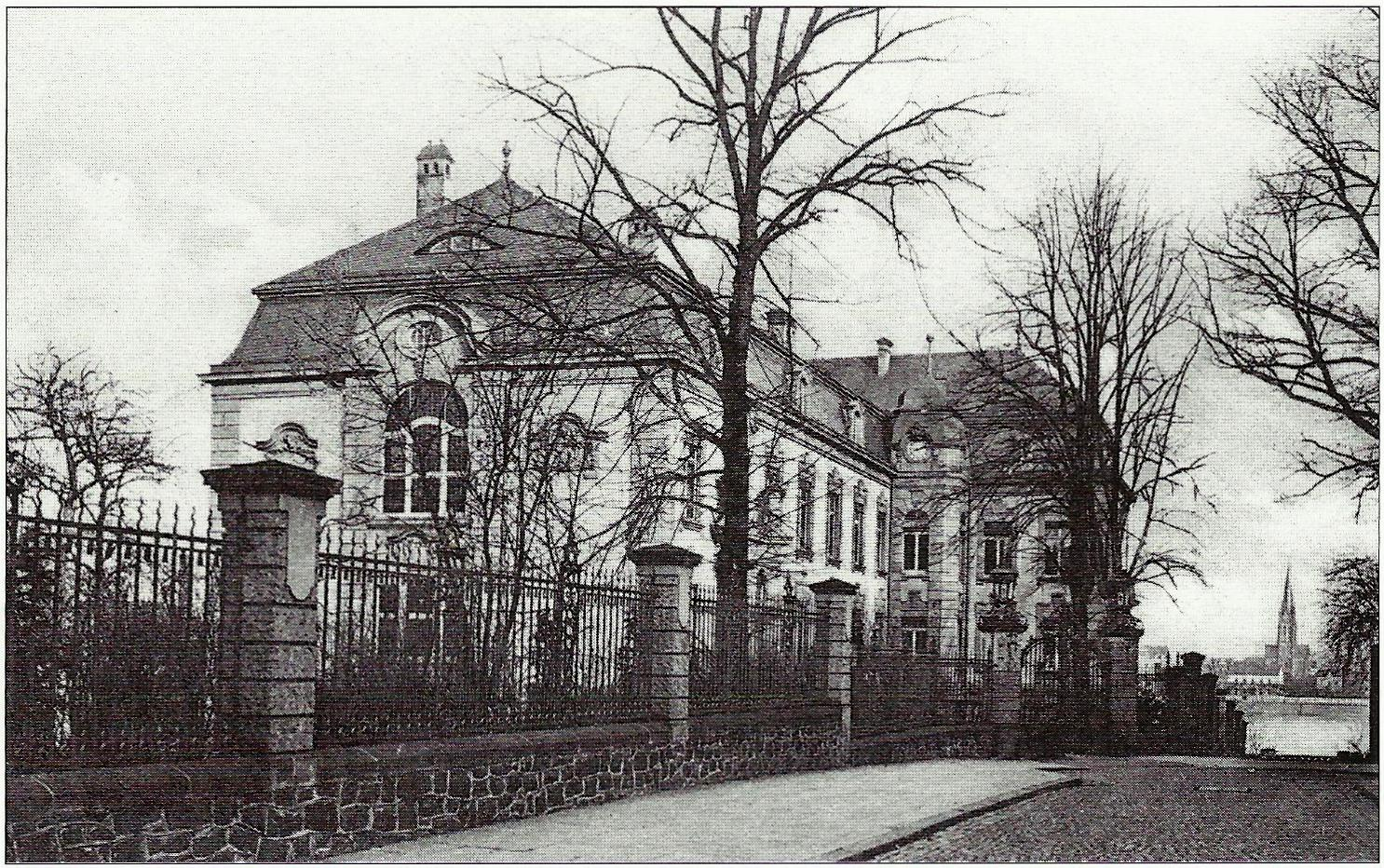
Oberbergamt Bonn, Konviktstraße 11 (1903)

Das Oberbergamt Bonn gegründet als Königliches Oberbergamt für die Niederrheinischen Provinzen war eine preußische und später nordrhein-westfälische Behörde der Berg-, Hütten- und Salinenverwaltung. Sie wurde 1970 mit dem Oberbergamt Dortmund zum Landesoberbergamt Dortmund zusammengeschlossen.

## Geschichte
Mit der preußischen Inbesitznahme des Rheinlandes nach dem Ende der napoleonischen Herrschaft wurde zunächst eine Oberbergamtskommission gegründet. Aus ihr ging 1816 das Oberbergamt Bonn hervor. Erster Berghauptmann wurde Ernst August von Beust. In dieser Zeit wurde auch durch staatliche Zuschüsse die wirtschaftliche Entwicklung im Bezirk gefördert. Außerdem widmete sich die Behörde der geologischen Erforschung und der Untersuchung der Lagerstätten seines Zuständigkeitsbereichs. Führend war dabei Johann Jacob Noeggerath. Diese Arbeit wurde auch vom zweiten Berghauptmann Heinrich von Dechen gefördert.

### Örtliche Zuständigkeit und Eingliederung in die Verwaltungsorganisation
Das Amt war hauptsächlich für das Gebiet der preußischen Rheinprovinz zuständig, umfasste aber auch Teile der Provinz Westfalen. Umgekehrt gehörten zum Oberbergamt Dortmund auch rheinische Gebiete. Das Oberbergamt Bonn war zuständig für ein Gebiet vom südlichen Niederrhein bis in das Saarland und von Aachen im Westen bis in das Siegerland und das Sauerland im Osten. Die nördliche Rheinprovinz und der nördlich der Lenne gelegene Teil Westfalens zählten zum Oberbergamtsbezirk Dortmund.
Die Oberbergämter waren unabhängig von den Regierungspräsidien und Oberpräsidien. Das Oberbergamt war eine Mittelbehörde der Oberberghauptmannschaft im preußischen Finanzministerium. Die Bonner Behörde war anfangs Aufsichtsbehörde über drei Bergämter. Das Bergamt Düren war für den südlichen linksrheinischen Niederrhein zuständig und erstreckte sich bis zur Mosel. Dazu gehörten die Bergbaugebiete in der Gegend von Aachen. Das Bergamt Saarbrücken war für die Gebiete südlich der Mosel unter Einschluss der saarländischen  Bergbaugebiete zuständig. Im Rechtsrheinischen war das Bergamt Siegen auch für die Siegerländer Montanindustrie zuständig. Anfänglich gab es noch zahlreiche staatliche Hüttenbetriebe. Dafür gab es neben den Bergämtern spezielle Behörden, die Hüttenämter in Aremberg, Geislautern, Lohe (Kreuztal), Sayn und Hamm a. d. Sieg. Insbesondere nach 1827 wurden die staatlichen Unternehmen verkauft. Aber erst 1865 wurde das letzte Hüttenamt aufgelöst. Die Bergämter ihrerseits waren in verschiedene Bergreviere aufgeteilt.
Im Laufe der Zeit vergrößerte sich die Zuständigkeit der Behörde. So kam 1834 der Kreis Lichtenberg zu Preußen und fiel in den Zuständigkeitsbereich des Oberbergamtes. Ebenso wurden seit 1852 die Hohenzollerschen Lande von Bonn aus bergrechtlich betreut. Mit dem Deutschen Krieg kamen 1867 das Herzogtum Nassau, Teile Oberhessens, die Landgrafschaft Hessen-Homburg, das Oberamt Meisenheim und die ehemalige Reichsstadt Frankfurt am Main in die Zuständigkeit des Oberbergamts Bonn.
Im Jahr 1861 wurden die Bergämter aufgelöst. Von einigen Sonderbehörden abgesehen blieben unter dem Oberbergamt nur die Bergreviere bestehen. Die Anzahl der Bergreviere lag zwischen 14 und 29 Revieren. Im Zusammenhang mit dem Deutsch-Französischen Krieg verwaltete das Oberbergamt bergrechtlich für vier Jahre auch Elsaß-Lothringen. Auf der anderen Seite verlor das Oberbergamt nach dem Ersten Weltkrieg die Zuständigkeit für das Saargebiet und die Teile des Gebietes der früheren Bergamtes Düren, die an Belgien fielen.
Im Jahr 1940 gehörten zum Oberbergamt die Bergreviere: Aachen-Nord, Aachen-Süd, Diez, Dillenburg, Hellertal, Koblenz, Koblenz-Wiesbaden, Köln-Ost, Köln-West, Neuenahr, Saarbrücken-Mitte, Saarbrücken-Ost, Saarbrücken-West, Arnsberg, Siegen und Weilburg. Im Jahr 1943 wurden neue Mittelbehörden wie das wieder errichtete Bergamt Siegen oder das Bergamt Sauerland eingeführt.
Nach dem Zweiten Weltkrieg beschränkte sich die Zuständigkeit des Oberbergamtes auf die in der britischen Besatzungszone liegenden Teile des bisherigen Bezirks. Die in der französischen Besatzungszone liegende Teile fielen an das später so genannte Oberbergamt Rheinland-Pfalz mit Sitz in Bad Ems. Die in der amerikanischen Zone liegenden Teile kamen an das hessische Oberbergamt in Wiesbaden.
Im Jahr 1965 wurden zur Verwaltungsvereinfachung Großbergämter gegründet. Dies waren die Bergämter Aachen, Düren, Köln, Moers und Siegen.

### Sachliche Zuständigkeit
Das Oberbergamt war für die Überwachung des staatlichen und privaten Bergbaus und der Aufbereitungs- und Verarbeitungsanlagen in bergpolizeilicher Hinsicht zuständig. Auch war es zweite Instanz für Konzessionen von Dampfkesseln, Grubenbahnen, Seilfahrten und andere Einrichtungen. Ebenso war es für die Sicherheit im Bergbau, für die Angelegenheiten der Arbeiter und das Knappschaftswesen, für die Aufsicht über die Bergschulen und im engeren Sinne bergrechtliche Fragen zuständig. Dabei galten bis zur Einführung des Allgemeinen Berggesetzes für die preußischen Staaten von 1865 unterschiedliche Rechtsgrundlagen. Rechtsrheinisch galten die noch aus den Territorien des Alten Reichs stammenden Normen, während linksrheinisch das französische Berggesetz von 1810 weiter galt.
Die nach dem Zweiten Weltkrieg zu Nordrhein-Westfalen gehörenden Teile der Oberbergämter Bonn und Dortmund wurden 1970 zum Landesoberbergamt Dortmund zusammengeschlossen. Geleitet wurde das Oberbergamt von einem Berghauptmann, dem als ständiger Vertreter ein leitender Oberbergamtsdirektor beigeordnet war. Darunter bestanden verschiedene Abteilungen und Dezernate unter Leitung von Oberbergamtsdirektoren und Oberbergräten. In sachlicher Hinsicht nahm das Oberbergamt die Berghoheit für Nordrhein-Westfalen war. Es war unter anderem für die Verleihung von Bergwerkseigentum und von Konzessionen, für den Schutz der Substanz von Lagerstätten im volkswirtschaftlichen Interessen, für den Schutz der im Bergbau Tätigen und für den Schutz der Allgemeinheit vor schädlichen Einflüssen durch den Bergbau zuständig.
Das Landesoberbergamt wurde im Jahr 2000 aufgelöst. Die Aufgaben der Behörde gingen auf die Bezirksregierung Arnsberg über.

## Dienstgebäude

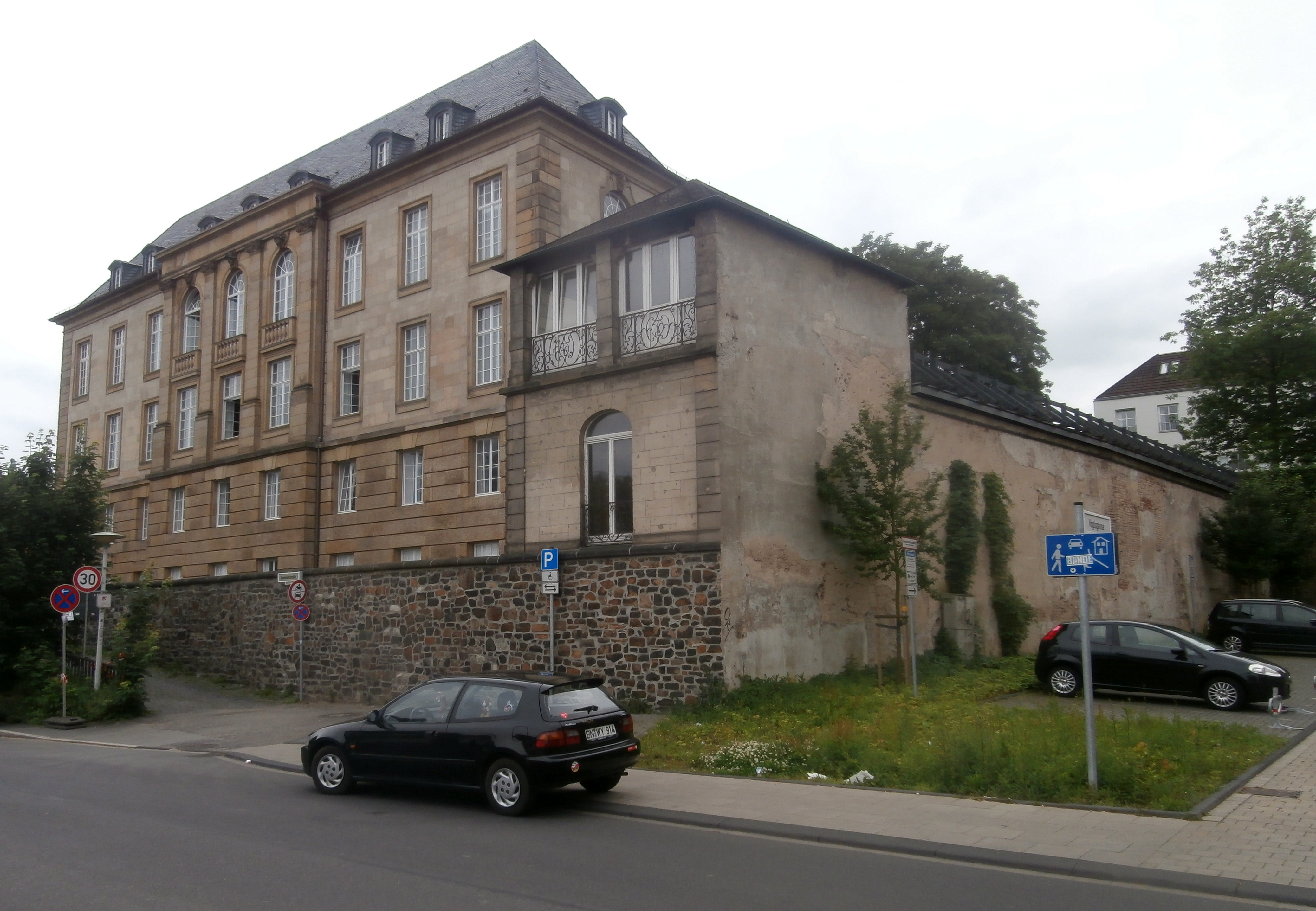
Ehemaliges Dienstgebäude des Oberbergamts, Ansicht vom Brassertufer (2016)

Als Dienstgebäude des Oberbergamtes diente zunächst das als „Mastiaux’sches Haus“ bezeichnete ehemalige Wohnhaus des Hofkammerrats Johann Gottfried Mastiaux (1726–1790) am Rheinufer im sogenannten Rheinviertel, ein barocker Bau mit Walmdach:57, der zuvor unter anderem Wohnsitz des Kölner Kurfürsten Maximilian Franz von Österreich war. 1830 wurde es um einen zweiachsigen Erweiterungsbau ergänzt.:61 Von 1901 bis 1903 entstand am bisherigen Standort ein Neubau des Oberbergamtes (Konviktstraße 11) nach einem Entwurf des Regierungsbaumeisters Ludwig Herscher:70 beim Ministerium der öffentlichen Arbeiten in Berlin; die Einweihung erfolgte am 23. November 1903. Er war eine zwei- bzw. viergeschossige Anlage auf T-förmigem Grundriss mit Mansardwalmdach, die eine reichhaltig skulptierte Sand- und Tuffsteinfassade in Formen des Barock besaß und damit auf das benachbarte Kurfürstliche Schloss bezugnahm:70. Die Umrahmungen der Fenster an Walmdach und Giebel besaßen zwei auf die Aufgabe des Oberbergamtes bezugnehmende Reliefs, die einen mit Hammer und Meißel arbeitenden Mann sowie einen Hauer im Flöz mit Spitzhacke zeigten.:71 f. Zu den gegenüber dem Neubau niedrigeren Bauten am Rheinufer vermittelte ein kleiner Eckpavillon an der Vogtsgasse.:75 Im zugehörigen Park befand sich eine Villa für den Berghauptmann.
Im Zweiten Weltkrieg brannte das Dienstgebäude des Oberbergamts am 18. Oktober 1944 bei dem verheerendsten der Bombenangriffe auf Bonn im alliierten Luftkrieg aus. Das Wohnhaus des Berghauptmannes wurde komplett zerstört. 1950 folgte der Wiederaufbau des Gebäudes für das Oberbergamt in hinsichtlich der Raumaufteilung weitgehend unveränderter Form, nunmehr mit einem einfachen Walmdach und im Äußeren unter Verzicht auf den Balkon, Schweifgiebel und einen Großteil der Schmuckformen. Der Pavillon am Zugang zur Vogtsgasse blieb erhalten.:81 Nach Auflösung des Oberbergamtes wurde das Gebäude im April 1970 vom Historischen Seminar der Universität Bonn übernommen, heute beheimatet es das universitäre Institut für Geschichtswissenschaft.:81 Es steht als Baudenkmal unter Denkmalschutz. Von Sommer 2013 bis Ende 2014 erfolgte eine Sanierung der Außenhaut des Gebäudes durch den Bau- und Liegenschaftsbetrieb Nordrhein-Westfalen.

## Berghauptleute
Die Berghauptleute waren die Leiter des Oberbergamtes.
- Ernst August Graf von Beust (1. Januar 1816–Herbst 1840)
- Ernst Heinrich von Dechen (30. Mai 1841–1. Januar 1864)
- August Werner Freiherr von Hövel (13. Januar 1864–5. April 1864)
- Hermann Brassert (21. Dezember 1864–1. Oktober 1892)
- Karl Friedrich Eilert (1. Oktober 1892–1. Oktober 1901)
- Karl Siegfried Ludwig Ernst von Ammon (1. Oktober 1901–13. Dezember 1903)
- Heinrich Vogel (1. August 1904-1. Juni 1906)
- Heinrich Baur (1. Juni 1906–1. Oktober 1911)
- Gisbert Krümmer (1911–30. April 1921)
- Ottmar Fuchs (1. Mai 1921–31. März 1928)
- Wilhelm Schlüter (1. April 1928–1933)
- Otto Heyer (15. August 1933– 13. April 1945)
- Adolf Lossen (1945–1949)
- Ludger Funder (1949–1962)
- Hans Schwake (1962–1968)[13]